# Вечер скорости
«Вечер скорости» (англ. Night of Speed) — образное название, под которым известны события, произошедшие 20 июня 1968 года на чемпионате США по лёгкой атлетике в Сакраменто, когда в двух полуфиналах бега на 100 метров сразу трое спортсменов превысили прежний мировой рекорд. Их достижение (9,9 с) стало первым в истории лёгкой атлетики результатом лучше 10 секунд по ручному секундомеру. Ещё шестеро спортсменов показали в полуфиналах результат 10,0 с, равный прежнему мировому рекорду, причём трое из них даже с таким высоким результатом не вышли в финал.

## История

### Мировой рекорд и принципы хронометрирования
В июне 1968 года в Сакраменто на стадионе Чарльза Хьюза проходил чемпионат США по лёгкой атлетике (проводится Любительским легкоатлетическим союзом). К моменту начала соревнований мировой рекорд на дистанции 100 метров среди мужчин был равен 10,0 с. Он был установлен 21 июня 1960 года в Цюрихе спринтером из ФРГ Армином Хари. За последующие 8 лет этот рекорд был повторен 11 раз девятью спортсменами, среди которых был участник чемпионата в Сакраменто — американец Джим Хайнс.
Официальные рекорды до середины 1970-х годов фиксировались только по показаниям ручного секундомера, точность которого была весьма относительна. Поэтому на крупных соревнованиях часто велось параллельное хронометрирование электронным секундомером. Первоначально это была установленная на финише скоростная кинокамера, позволявшая определять последовательность пересечения спортсменами финишной черты, в дальнейшем на плёнку стали наносить шкалу, по которой можно было определить показанное участниками абсолютное время с точностью до 0,01 с.
Показания ручного и электронного секундомера различались, и порой значительно. Например, во время установления Армином Хари мирового рекорда (10,0 с) электронный секундомер зафиксировал 10,25 с; Боб Хайес, повторивший этот рекорд 15 октября 1964 года в Токио, показал по электронному секундомеру 10,06 с; Джим Хайнс, повторивший рекорд 27 мая 1967 года в Модесто, имел по электронному секундомеру 10,17 секунды. В остальных девяти случаях, когда рекорд 10,0 с был повторён, электронного хронометрирования не было. Таким образом, лучший известный результат по электронному секундомеру на июнь 1968 года был равен 10,06 с и принадлежал американцу Бобу Хайесу.

### Ход соревнований
То, что на чемпионате будут показаны выдающиеся результаты, стало ясно уже в предварительных забегах. В первом забеге Джим Хайнс показал результат 9,8 с, хотя скорость попутного ветра 2,8 м/с не позволила зафиксировать этот результат в качестве мирового рекорда. Финишировавший вторым Ронни Рей Смит показал 10,0 с, что в случае допустимой скорости ветра равнялось бы текущему мировому рекорду. Во втором забеге Мел Пендер с попутным ветром 2,8 м/с показал 10,0 с. В третьем забеге Леннокс Миллер из Ямайки с ветром 2,7 м/с пробежал дистанцию за 9,9 с, а финишировавший вторым Билл Гейнс имел результат 10,0 с.
Наконец, в четвёртом забеге, когда ветер был в пределах нормы, сразу двое спортсменов, Чарльз Грин и Роже Бамбюк, повторили мировой рекорд. Показанное ими электронное время составило 10,20 и 10,28 с.
Когда к началу полуфиналов ветер стих, ожидаемый мировой рекорд состоялся. В первом полуфинале с попутным ветром 0,8 м/с Джим Хайнс пробежал дистанцию за 9,9 секунды. У финишировавшего вторым и отставшего почти на метр Ронни Рей Смита ручной секундомер зафиксировал точно такой же результат. Ронни Рей Смит, таким образом, стал соавтором мирового рекорда. Четверо остальных участников забега зафиксировали время 10,0 с, равное прежнему мировому рекорду.
Несколькими минутами позже, во втором полуфинале при попутном ветре 0,9 м/с Чарльз Грин ещё раз пробежал дистанцию за 9,9 с, повторив только что установленный новый мировой рекорд. Финишировавшие вторым и третьим Леннокс Миллер из Ямайки и Роже Бамбюк из Франции показали 10,0 с.

### Дальнейшие события
Экспериментальный электронный таймер Accutrack, использовавшийся параллельно с ручным секундомером, зафиксировал у Хайнса, Смита и Грина соответственно 10,03; 10,14 и 10,10 с. Джим Хайнс, кроме нового мирового рекорда по ручному секундомеру, стал обладателем самого быстрого электронного времени на 100-метровой дистанции. В 1977 году, когда ИААФ начала фиксировать мировые рекорды по электронному секундомеру, результат Хайнса задним числом был признан мировым рекордом. К тому времени этот рекорд был превышен уже дважды — Чарльзом Грином (10,02 с) в полуфинале и самим Хайнсом (9,95 с) в финале Олимпиады 1968 года в Мехико. Последний результат официально стал повторением мирового рекорда по ручному секундомеру. Хайнс стал олимпийским чемпионом и первым в мире человеком, пробежавшим стометровку быстрее 10 секунд как по ручному, так и по электронному секундомеру. Грин из-за травмы бедра занял на стометровке третье место (10,07 с) после Хайнса и другого участника «вечера скорости» Леннокса Миллера (10,04 с). В дальнейшем Хайнс, Грин и ещё два участника «вечера скорости» Ронни Рей Смит и Мел Пендер завоевали золотую олимпийскую медаль в эстафете 4×100 метров с мировым рекордом 38,2 с (38,24).
До того, как в 1977 году результат Хайнса 9,95 с стал текущим мировым рекордом по электронному секундомеру, рекорд по ручному секундомеру 9,9 с был повторён разными спортсменами ещё 12 раз.

## Результаты
Укзаны только достойные упоминания результаты.

### Предварительные забеги
Сакраменто, 20.06.1968
| №                  | Время              | Эл.                | Участник           | Страна             | Прим.              |                    |                    |
| Забег 1 (+2,8 м/с) | Забег 1 (+2,8 м/с) | Забег 1 (+2,8 м/с) | Забег 1 (+2,8 м/с) | Забег 1 (+2,8 м/с) | Забег 1 (+2,8 м/с) | Забег 1 (+2,8 м/с) | Забег 1 (+2,8 м/с) |
| ------------------ | ------------------ | ------------------ | ------------------ | ------------------ | ------------------ | ------------------ | ------------------ |
| 1                  | 9,8w               |                    | Хайнс, Джим        | США                |                    |                    |                    |
| 2                  | 10,0w              |                    | Ронни Смит         | США                |                    |                    |                    |
| …                  | …                  |                    |                    |                    |                    |                    |                    |
| Забег 2 (+2,8 м/с) |                    |                    |                    |                    |                    |                    |                    |
| 1                  | 10,0w              |                    | Мел Пендер         | США                |                    |                    |                    |
| …                  | …                  |                    |                    |                    |                    |                    |                    |
| Забег 3 (+2,7 м/с) |                    |                    |                    |                    |                    |                    |                    |
| 1                  | 9,9w               |                    | Леннкос Миллер     | Ямайка             |                    |                    |                    |
| 2                  | 10,0w              |                    | Гейнс, Биллen      | США                |                    |                    |                    |
| …                  | …                  |                    |                    |                    |                    |                    |                    |
| Забег 4            |                    |                    |                    |                    |                    |                    |                    |
| 1                  | 10,0               | 10,20              | Чарльз Грин        | США                | =WR, =AR           |                    |                    |
| 2                  | 10,0               | 10,28              | Бамбюк, Рожеen     | Франция            | =WR, =ER           |                    |                    |
| …                  | …                  |                    |                    |                    |                    |                    |                    |

### Полуфиналы
Сакраменто, 20.06.1968
| №                      | Время                  | Эл.                    | Участник               | Страна                 | Прим.                  |                        |                        |
| Полуфинал 1 (+0,8 м/с) | Полуфинал 1 (+0,8 м/с) | Полуфинал 1 (+0,8 м/с) | Полуфинал 1 (+0,8 м/с) | Полуфинал 1 (+0,8 м/с) | Полуфинал 1 (+0,8 м/с) | Полуфинал 1 (+0,8 м/с) | Полуфинал 1 (+0,8 м/с) |
| ---------------------- | ---------------------- | ---------------------- | ---------------------- | ---------------------- | ---------------------- | ---------------------- | ---------------------- |
| 1                      | 9,9                    | 10,03                  | Хайнс, Джим            | США                    | WR, AR                 |                        |                        |
| 2                      | 9,9                    | 10,14                  | Ронни Смит             | США                    | =WR, =AR               |                        |                        |
| 3                      | 10,0                   |                        | Мел Пендер             | США                    |                        |                        |                        |
| 4                      | 10,0                   |                        | Куэстад, Ларриen       | США                    |                        |                        |                        |
| 5                      | 10,0                   |                        | Клейтон, Киркen        | США                    |                        |                        |                        |
| 6                      | 10,0                   |                        | Провост, Эрниen        | США                    |                        |                        |                        |
| …                      | …                      |                        |                        |                        |                        |                        |                        |
| Полуфинал 2 (+0,8 м/с) |                        |                        |                        |                        |                        |                        |                        |
| 1                      | 9,9                    | 10,10                  | Чарльз Грин            | США                    | =WR, =AR               |                        |                        |
| 2                      | 10,0                   |                        | Леннкос Миллер         | Ямайка                 |                        |                        |                        |
| 3                      | 10,0                   |                        | Роже Бамбюк            | Франция                | =ER                    |                        |                        |
| …                      | …                      |                        |                        |                        |                        |                        |                        |

### Финал
Сакраменто, 20.06.1968
| 1 | 10,0w |  | Чарльз Грин    | США     |  |
| 2 | 10,0w |  | Джим Хайнс     | США     |  |
| 3 | 10,1w |  | Леннкос Миллер | Ямайка  |  |
| 4 | 10,1w |  | Роже Бамбюк    | Франция |  |
| 5 | 10,1w |  | Ронни Смит     | США     |  |
| 6 | 10,1w |  | Мел Пендер     | США     |  |